# Vers la flamme
Vers la flamme, opus 72 (Nederlands:Naar de vlam) is een van de laatste stukken van de Russische componist Alexander Skrjabin die hij schreef voor de piano.

## Geschiedenis
Alexander Skrjabin schreef dit donkere meesterwerk in 1914. Oorspronkelijk had hij dit werk als zijn elfde pianosonate bedoeld (uiteindelijk schreef hij er 10). Door financiële problemen zag hij zich genoodzaakt dit deel eerder te publiceren. Omdat het stuk niet lang genoeg was om een sonate te zijn, kreeg het de aanduiding gedicht mee.
Volgens meesterpianist Vladimir Horowitz zou Skrjabin Vers la flamme na een psychose hebben geschreven waarin hij het einde van de wereld zag naderen. De titel van het werk zou refereren aan de Aardes vurige vernietiging, maar ook aan de emotionele opbouw en crescendi in het stuk welke uiteindelijk "naar de vlam" leiden.

## De compositie
De melodie is vrij simpel te noemen, vooral bestaande uit op- en neergaande passages. Door de niet-gewoonlijke harmonieën en moeilijke tremolo's wordt het stuk echter zeer intens.
Vers la flamme heeft een duur van ongeveer zes minuten.